# René Meza Cabrera
Fidel René Meza Cabrera (12 de noviembre de 1943). Es un político mexicano que hasta el 18 de junio de 2006 fue miembro del Partido Revolucionario Institucional, al que renunció al perder una candidatura a una senaduría contra Mario Montero Serrano, anunciando que apoyaría la campaña presidencia de Andrés Manuel López Obrador para, después de que este perdió las elecciones Presidenciales del 2006, refugiarse en el Partido Acción Nacional.
Es abogado egresado de la Benemérita Universidad Autónoma de Puebla, ha ocupado de los cargos de agente del Ministerio Público, secretario particular del procurador general de Justicia de Puebla, subsecretario de Gobernación del estado y representante del estado de Puebla en el Distrito Federal.